# Karl August Friedrich von Normann-Ehrenfels
Karl August Friedrich Graf von Normann-Ehrenfels (* 25. Januar 1783 in Stuttgart; † 11. Februar 1824 in Großsachsenheim) war ein württembergischer Kammerherr.

## Leben
Karl August Friedrich von Normann-Ehrenfels entstammte dem alten Rittergeschlecht von Normann von der Insel Rügen. Er war der Sohn des Württembergischen Innenministers Philipp Christian von Normann-Ehrenfels, seine Mutter hieß Franziska von Harling (1766–1819). Er heiratete Caroline Freiin von Weiler (* 1789), sie hatten fünf Kinder.
Er war Oberforstmeister in Sachsenheim im Oberamt Vaihingen und württembergischer Kammerherr.

## Politik
Karl August Friedrich war als Nachfolger seines Vaters Mitglied der Ständeversammlung 1819. In einem Teil der Sitzungen ließ er sich von dem Freiherrn Maximilian von Ow vertreten.